# Luigi Pallotti
Luigi Pallotti, italijanski rimskokatoliški duhovnik in kardinal, * 30. marec 1829, Albano Laziale, † 31. julij 1890.

## Življenjepis
23. maja 1887 je bil povzdignjen v kardinala in imenovan za kardinal-diakona S. Maria ad Martyres.
20. februarja 1889 je postal prefekt znotraj Rimske kurije.